# August Schleich

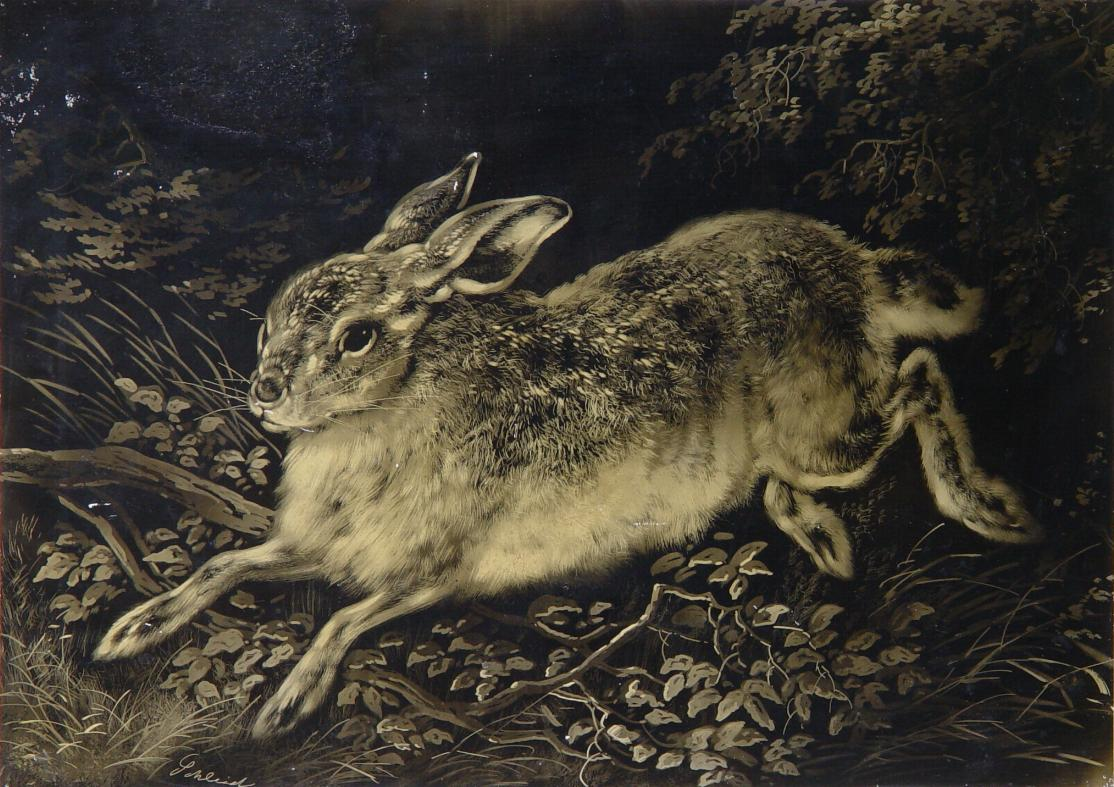
Flüchtendes Kaninchen (Rauchmalerei)

August Schleich (* 1814 in München; † 26. Dezember 1865 ebenda) war ein deutscher Tiermaler, Radierer und Lithograf, von Freunden „Schleichgustl“ genannt, Sohn des Kupferstechers und Inspektors des topographischen Bureau Johann Karl Schleich (1759–1842) sowie Bruder der Kupferstecher Karl Schleich (1788–1840) und Adrian Schleich (1812–1894).
August Schleich studierte an der Königlichen Akademie der Künste in München. Er beschäftigte sich in München fast ausschließlich mit der Tiermalerei.
August Schleich erfand die „Rauchmalerei“. Auf der durch eine Kerzenflamme auf einem Teller oder Blatt Papier erzeugten Rußschicht wurden Lichter durch Abschaben herausgeholt, was einer Mezzotinto-Schabkunst ähnelte. Die fertige Abbildung wurde mit einer Firnisschicht versiegelt. Das Verfahren wurde auch vom Münchner Tiermaler Eugen von Kramer nachgeahmt. August Schleich schuf auch Radierungen und Lithografien.
Schleich experimentierte auch mit der 1842 von Franz von Kobell erfundenen Galvanografie.